# Карликовый тонкоклювый медоуказчик
Карликовый тонкоклювый медоуказчик (лат. Prodotiscus insignis) — вид птиц семейства медоуказчиковых. Распространён в Западной и Центральной Африке от Гвинеи до Кении и на юг до Анголы (на территории Анголы, Бенина, Камеруна, ЦАР, Республики Конго, Кот’д Ивуара, ДРК, Эфиопии, Габона, Гвинеи, Кении, Нигерии, Ганы, Либерии, Сенегала, Сьерра-Леоне, Южного Судана, Того и Уганды).
Выделяют два подвида:
- Prodotiscus insignis flavodorsalis Bannerman, 1923 от Сьерра-Леоне до юго-западной Нигерии;
- Prodotiscus insignis insignis (Cassin, 1856) от юго-восточной Нигерии до восточной и западной Кении и от южной до северной Анголы.